# 村岡益章
村岡 益章（むらおか ますあき、1851年1月7日（嘉永3年12月6日）- 1920年（大正9年）10月24日）は、幕末の小倉藩士。明治時代の政治家。福岡県小倉市長。旧名は松太郎。

## 経歴
小倉藩士・村岡隼太の長男として、豊前国企救郡小倉城下（福岡県企救郡小倉町、小倉市を経て現北九州市小倉北区、小倉南区）に生まれる。1865年（慶応元年10月）家督を相続する。
1869年（明治元年12月）香春藩歩兵隊長、ついで豊津藩下等兵小隊長、中隊長などを経て、西海道鎮台二番大隊附を最後に1870年（明治3年9月）除隊する。
1878年（明治11年）福岡県に奉職。京都・仲津郡書記に任じ、京都・仲津・築城・上毛四郡書記、京都・仲津郡書記、勧業科諸務係勤務、第一部農商務科諸務係兼農務係勤務、企救郡書記を歴任した。
その後、1896年（明治29年）6月、築上郡長に就任し、1897年（明治30年）12月、企救郡長に転じた。
1901年（明治34年）6月26日、小倉市長に就任。1906年（明治39年）1月29日まで務めた。その後、旧藩主小笠原伯爵家の家令を務めた。

## 栄典
位階
- 1896年（明治29年）8月10日 - 正八位[1]
- 1897年（明治30年）10月30日 - 従七位[1]
- 1900年（明治33年）5月30日 - 正七位[1]